# Сейед Али Мусави Нур
Сейед Али Мусави Нур (перс. سید علی موسوی نور‎ , родился 7 марта 2006) — иранский каратист. Спортсмен, завоевавший золотую медаль на чемпионате Азии по каратэ 2021 года. Мусави является членом мужской сборной Ирана по каратэ в различных категориях. Свою первую официальную медаль он завоевал в 2021 году на командном чемпионате провинции Зенджан. Мусави родом из города Рамхормоз.
Он начал заниматься каратэ в возрасте 12 лет, а после победы в различных чемпионатах среди массовых возрастных групп он стал членом национальной сборной в 2017 году и в настоящее время является национальным чемпионом сборной Исламской Республики Иран по каратэ.

## Биография
В 2017 году он начал заниматься каратэ в клубе «Абадис» под руководством тренера Рамхормзи и завоевал свою первую официальную медаль в 2022 году на чемпионате страны среди сборных в провинции Занджан.[8][9] Он завоевал золотую медаль на чемпионате Азии по каратэ 2021 года, проходившем в Алматы. В рейтинге Всемирной федерации каратэ он занимает 3-е место с весом 70 кг.

## карьера
Сейед Али Мусави Нур впервые выступил на международном уровне в весовой категории 70 кг на чемпионате Азии 2021 года в Алматы, Казахстан. В первом раунде он победил Александра Морозова из Кыргызстана со счетом 3-1.
Во втором раунде он обыграл Хасана аль-Маджади из Кувейта со счетом 4-1 и вышел в финал. В финальном матче Мусави Нур победил Абдуллу Аль-Кахтани из Саудовской Аравии со счетом 0-0 (5-0 в Ханти) и завоевал золотую медаль этого соревнования.